# Фоторезист
Фоторезист (от фото и англ. resist) — полимерный светочувствительный материал. Наносится на обрабатываемый материал в процессе фотолитографии или фотогравировки с целью получить соответствующее фотошаблону расположение окон для доступа травящих или иных веществ к поверхности обрабатываемого материала.

## Тон фоторезистов

##### Позитивные фоторезисты
В позитивных фоторезистах, проэкспонированные области становятся растворимыми и после проявления разрушаются. Такие фоторезисты, как правило, позволяют получать более высокие разрешения, чем негативные, но стоят дороже.
Для g-line и i-line фотолитографии при изготовлении микроэлектроники использовались позитивные двухкомпонентные фоторезисты на базе DQN (diazoquinone, DQ и novolac, N). В дальнейшем, для субмикронных процессов, использующих эксимерные лазеры KrF, ArF, применялись фоторезисты на базе органического стекла, неорганические резисты (Ag + Ge-Se), Polysilyne, двух- и трёхслойные резисты (многослойные резисты для техпроцессов 90 нм и более новых).
Распространены[когда?] следующие типы позитивных фоторезистов для g-line (литографы с длиной волны 436 нм, техпроцессы до 0,5 мкм): Shipley 1805, Shipley 1813, Shipley 1822 (производитель Microchem).

##### Негативные фоторезисты
В негативных фоторезистах, проэкспонированные области полимеризуются и становятся нерастворимыми, так что после проявления растворяются только непроэкспонированные области. Негативные фоторезисты, как правило, обладают более высокой адгезией по сравнению с позитивными и более устойчивы к травлению.
В целом, уже к 1972 году были достигнуты пределы классических негативных фоторезистов, и для техпроцессов лучше 2 мкм применялись позитивные фоторезисты.

##### Обратимые фоторезисты
Обратимые фоторезисты (image reversal) — это особые фоторезисты, которые после экспонирования ведут себя как позитивные, но могут быть «обращены» посредством термической обработки и последующего экспонирования всего фоторезиста (уже без фотошаблона) ультрафиолетовым излучением. В этом случае, после проявления такие резисты будут вести себя уже как негативные. Основное отличие рисунков, полученных таким образом, от простого использования позитивного резиста заключается в наклоне стенок фоторезиста; в случае позитивного фоторезиста стенки наклонены наружу, что подходит для процесса травления, а при обращении рисунка фоторезиста, стенки наклонены внутрь, что является преимуществом при процессе обратной литографии.

## Длины волн и типы экспонирования
Фоторезистами называют резисты, экспонируемые светом (фотонами), в отличие от резистов, предназначенных для экспонирования электронами. В последнем случае фоторезисты называют электронными резистами или резистами для электронной (e-beam) литографии. Фоторезисты различаются по длине волны экспонирования, к которой они чувствительны. Наиболее стандартными длинами волн экспонирования являлись т. н. i-линия (365 нм), h-линия (405 нм) и g-линия (436 нм) спектра излучения паров ртути. Многие фоторезисты могут быть проэкспонированы и широким спектром в УФ диапазоне (интегральное экспонирование), для чего обычно применяется ртутная лампа. Следующее поколение резистов было разработано для эксимерных лазеров KrF, ArF (средний и дальний ультрафиолет; 248 нм и 193 нм). Отдельные классы фоторезистов составляют материалы, чувствительные к глубокому (экстремальному) УФ (ГУФ (EUV) литография) и рентгеновскому излучению (рентгеновская литография). Кроме того, существуют специальные фоторезисты для наноимпринтной (нанопечатной) литографии.

## Толщина плёнки фоторезиста
Толщина плёнки фоторезиста является одним из ключевых его параметров. Как правило, для получения высокого разрешения требуется толщина плёнки не более, чем в два раза превышающая требуемое разрешение. Разрешающая способность фоторезиста определяется, как максимальное количество минимальных элементов на единице длины (1 мм). R=L/2l, где L — длина участка, мм; l — ширина элемента, мм. И напротив, процессы глубокого травления или обратной литографии, требуют относительно большой толщины плёнки фоторезиста. Толщина плёнки в целом определяется вязкостью фоторезиста, а также методом нанесения. В частности, при нанесении центрифугированием толщина плёнки уменьшается при увеличении скорости вращения.

## Нанесение фоторезистов
Перед нанесением фоторезистов на материалы с низкой адгезией сначала наносят подслой (например HMDS), усиливающий адгезию фоторезиста к поверхности. После нанесения, фоторезист иногда покрывают плёнкой антиотражающего покрытия для повышения эффективности экспонирования. С той же целью антиотражающее покрытие порой наносят и до нанесения фоторезиста. Сами фоторезисты наносятся следующими основными методами:

#### Центрифугирование
Центрифугирование — это наиболее широко распространённый метод нанесения фоторезистов на поверхность, который позволяет создавать однородную плёнку фоторезиста и контролировать её толщину скоростью вращения.

#### Окунание
При использовании не подходящих для центрифугирования поверхностей, используется нанесение окунанием в фоторезист. Недостатками этого метода являются большой расход фоторезиста и неоднородность получаемых плёнок.

#### Аэрозольное распыление
При необходимости нанести резист на сложные поверхности используется аэрозольное распыление, однако толщина плёнки при таком методе нанесения не является однородной. Для аэрозольного напыления, как правило, используют специально предназначенные фоторезисты.

## Применения фоторезистов

#### Изготовление печатных плат
Фоторезисты используются для получения рисунка на фольгированном диэлектрике при создании печатных плат. Для травления меди при этом используют хлорид железа или персульфат аммония. Различают два основных типа фоторезистов, используемых при производстве печатных плат: сухой плёночный фоторезист (СПФ) и аэрозольный «POSITIV». СПФ получил более широкое распространение в производстве, так как обеспечивает равномерный слой. Представляет собой трёхслойную структуру: два слоя защитной плёнки и слой фоторезиста между ними. К обрабатываемому материалу приклеивается при помощи ламинатора.

#### Травление
Фоторезисты наиболее часто используются в качестве маски для процессов травления при производстве полупроводниковых приборов для микроэлектроники, в том числе МЭМС, транзисторов и другого. Фоторезисты, предназначенные для травления, как правило, имеют высокую химическую устойчивость к травителям, высокое отношение глубины травления к разрешению. Глубина травления во многом зависит от толщины плёнки: чем толще плёнка, тем большей глубины травления можно добиться.

#### Легирование
Фоторезисты также используются в процессах имплантации легирующих примесей посредством ионной имплантации. Обычно с помощью фоторезиста создаётся рисунок на оксиде, покрывающем поверхность, и далее примеси имплантируются уже через окна, образованные в этом оксиде, легируя таким образом лишь отдельные участки материала.

#### Обратная фотолитография
В процессах обратной (взрывной литографии), после проявления фоторезиста, на плёнку фоторезиста напыляется тонкая плёнка материала. Далее, оставшиеся после проявления участки фоторезиста удаляются, унося с собой осаждённый материал, таким образом, что плёнки материала остаются только в незащищённых фоторезистом местах. Для процесса обратной литографии толщина плёнки резиста должна быть в два и более раз толще чем толщина плёнки осаждаемого материала. Кроме того, для обратной литографии часто используют двух- и трёхслойные процессы, где наносятся несколько слоёв фоторезиста. При этом нижний фоторезист обладает более высокой скоростью проявления, таким образом как бы подтравливая второй слой фоторезиста на который напылён материал. В этой связи нижний слой фоторезиста должен быть нерастворимым в для второго фоторезиста. Кроме того, фоторезисты для обратной литографии должны обладать высокой температурной устойчивостью, необходимой из-за высоких температур некоторых видов напыления. Такие фоторезисты называют LOR фоторезистами (англ. lift-of-resist).

#### Пескоструйная гравировка
Также фоторезисты в виде плёнок используются в качестве маски для пескоструйной обработки.

#### Герметизация
Некоторые виды резистов, такие как Сyclotene, используются как полимер для создания диэлектрических, закрывающих и герметизирующих слоёв, что позволяет сократить количество технологических операций в процессе производства чипов.

#### Создание различных структур
Фоторезисты нередко используются не по прямому назначению, а в качестве материала для создания различных структур для микроэлектроники. Например, специальные резисты применяются для создания полимерных волноводов нужной формы на поверхности подложки. Кроме того, из фоторезиста могут быть получены микролинзы. Для этого из фоторезиста сначала формируют нужную форму основания линзы, а затем с помощью температурной обработки оплавляют резист, придавая ему форму линзы.

## Химия фоторезистов

#### Фоторезисты, чувствительные к УФ
- Позитивные — сульфо-эфиры ортонафтохинондиазида в качестве светочувствительного вещества и новолачные, феноло- или крезолоформальдегидные смолы в качестве пленкообразователя.
- Негативные — циклоолефиновые каучуки, использующие в качестве сшивающих агентов диазиды; слои поливинилового спирта с солями хромовых кислот или эфирами коричной кислоты; поливинилциннамат.

#### Фоторезисты, чувствительные к ГУФ
- Позитивные — сенсибилизированные полиметакрилаты и арилсульфоэфиры, использующие фенольные смолы
- Негативные — галогенированные полистиролы, диазиды с феноло-формальдегидными смолами

Также используются фоторезисты с химическим усилением скрытого изображения, состоящие из светочувствительных ониевых солей и эфиров нафтоловых резольных смол, в которых происходят химические реакции под действием солей.

#### Электронные резисты и фоторезисты, чувствительные к рентгену и ионным потокам
- Позитивные — производные полиметакрилатов, полиалкиленкетонов и др.
- Негативные — полимеры производных метакрилата, бутадиена и др.